# Filangeri (Adelsgeschlecht)

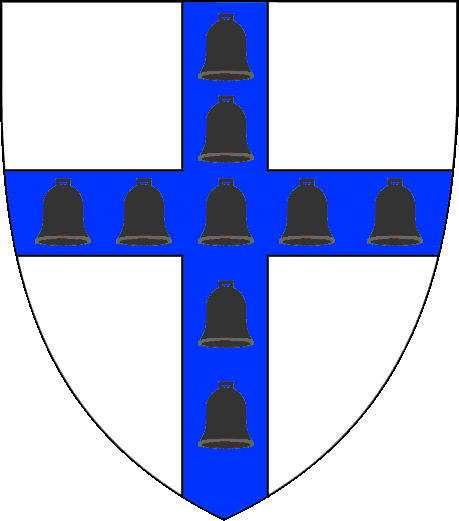
Wappen der Filangeri (in Sizilien); Stammwappen und Wappen der Linie in Kampanien (Neapel) ohne die Glocken

Filangeri (auch Filangieri, Filingeri) ist der Name eines italienischen Adelsgeschlechts, das seit dem 11. Jahrhundert eine bedeutende Rolle in Süditalien (in den Königreichen Neapel und Sizilien) spielte.

## Geschichte
Der Überlieferung nach soll das Geschlecht auf einen normannischen Adligen namens Ruggero d’Arnes († 1023) zurückgehen, der dem normannischen Herzogshaus Hauteville angehörte oder ihm nahestand. Dieser soll drei Söhne gehabt haben, welche die Normandie verließen und sich an der normannischen Eroberung Süditaliens beteiligten: Turgisio († 1081), der zum Grafen von San Severino und Rota ernannt wurde und die Familie Sanseverino begründete, Silvano, der sich Robert Guiskard anschloss und die Familie Gravina begründete sowie Angerio († 1081), der wohl ebenfalls zur Bande Guiskards gehörte und als Lehen die Burgen Cava de’ Tirreni und Nocera erhielt. Die vier Söhne dieses Angerio wurden (auf Lateinisch) Filii Angerii (Söhne des Angerio) genannt: Robert, Wilhelm, Roger und Tankred und begründeten so die Familie Filangeri.

### Linie in Kampanien
In der ersten Hälfte des 13. Jahrhunderts, zur Zeit der Herrschaft der Staufer im Königreich Sizilien, war Richard Filangieri († zwischen 1254 und 1263), Herr von Pozzuoli, Marschall des römischen Kaisers und sizilischen Königs Friedrich II. Er nahm 1228 mit 500 Kämpfern am Sechsten Kreuzzug teil, wurde 1229 Gouverneur und 1235 Bailli von Jerusalem. Er fiel jedoch später in Ungnade und verbrachte Jahre im Kerker und im Exil; erst nach dem Tod des Kaisers konnte er 1251 nach Unteritalien zurückkehren und stellte sich an die Spitze der antistaufischen Partei (Guelfen) von Neapel, wo er von November 1251 bis Oktober 1252 als Podestà amtierte. Sein Bruder Giordano II. Filangieri heiratete 1234 eine Schwester des Grafen von Ischia und Geraci und erhielt als Mitgift die Herrschaft Candida. Dessen Sohn Alduino Filangieri di Candida († 1283) erwarb durch Heirat mit Giordana von Tricarico die Herrschaften Solofra und Abriola. Als Königin Johanna II. ihren Favoriten Sergianni Caracciolo (ca. 1372–1432) mit Candida belehnte, der mit Caterina Filangieri de Candida (ca. 1399–1432), Contessa di Avellino, verheiratet war, kam es 1426 zu einer blutigen Fehde mit deren Verwandten Filippo Filangieri, die dieser aber verlor, weshalb die Caracciolo bis 1806 Herren von Candida blieben. Die Linie der Grafen Filangieri de Candida blüht jedoch bis heute und besitzt die Villa Filangieri in San Paolo Bel Sito und den Palazzo Filangieri de Candida in San Potito Sannitico. Aus der Linie der Fürsten von Arianiello (mit Sitz in der Villa Eva in Cava de’ Tirreni) stammten der Philosoph Gaetano Filangieri (1752 oder 1753–1788) und sein Sohn, der General Carlo Filangieri, Fürst von Satriano und Herzog von Taormina (1784–1867).

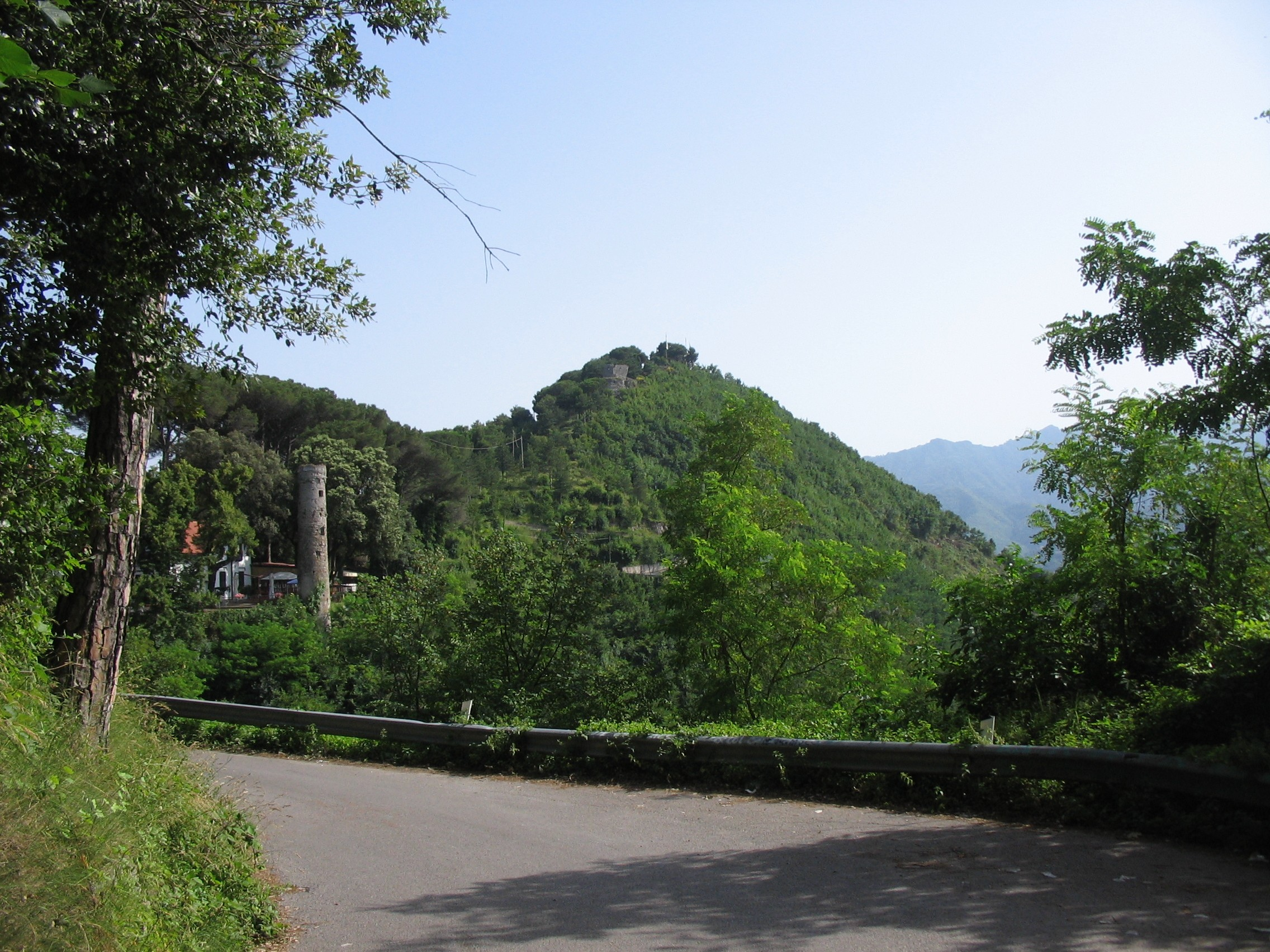
Burg Cava de’ Tirreni
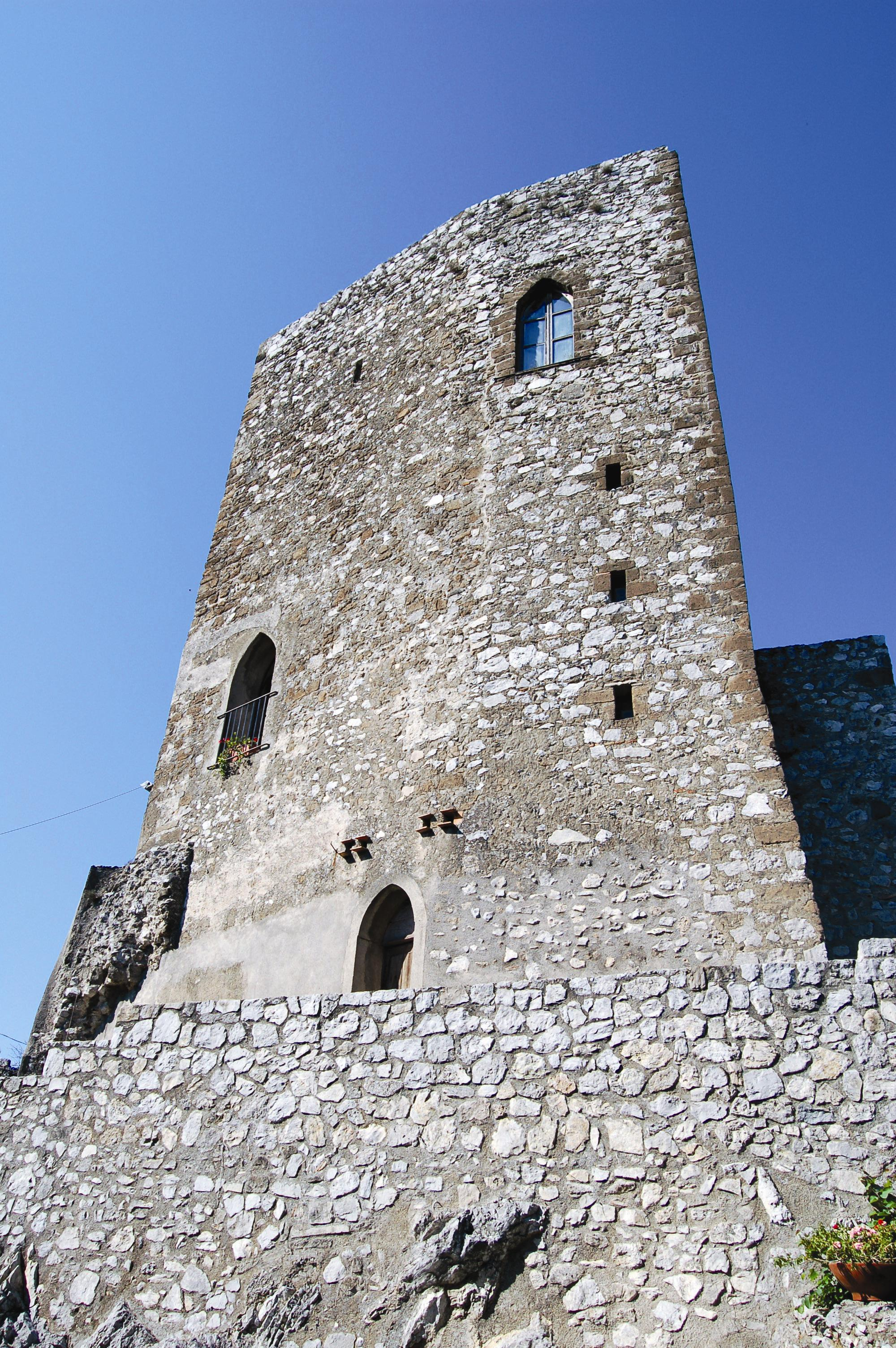
Normannenturm in Nocera
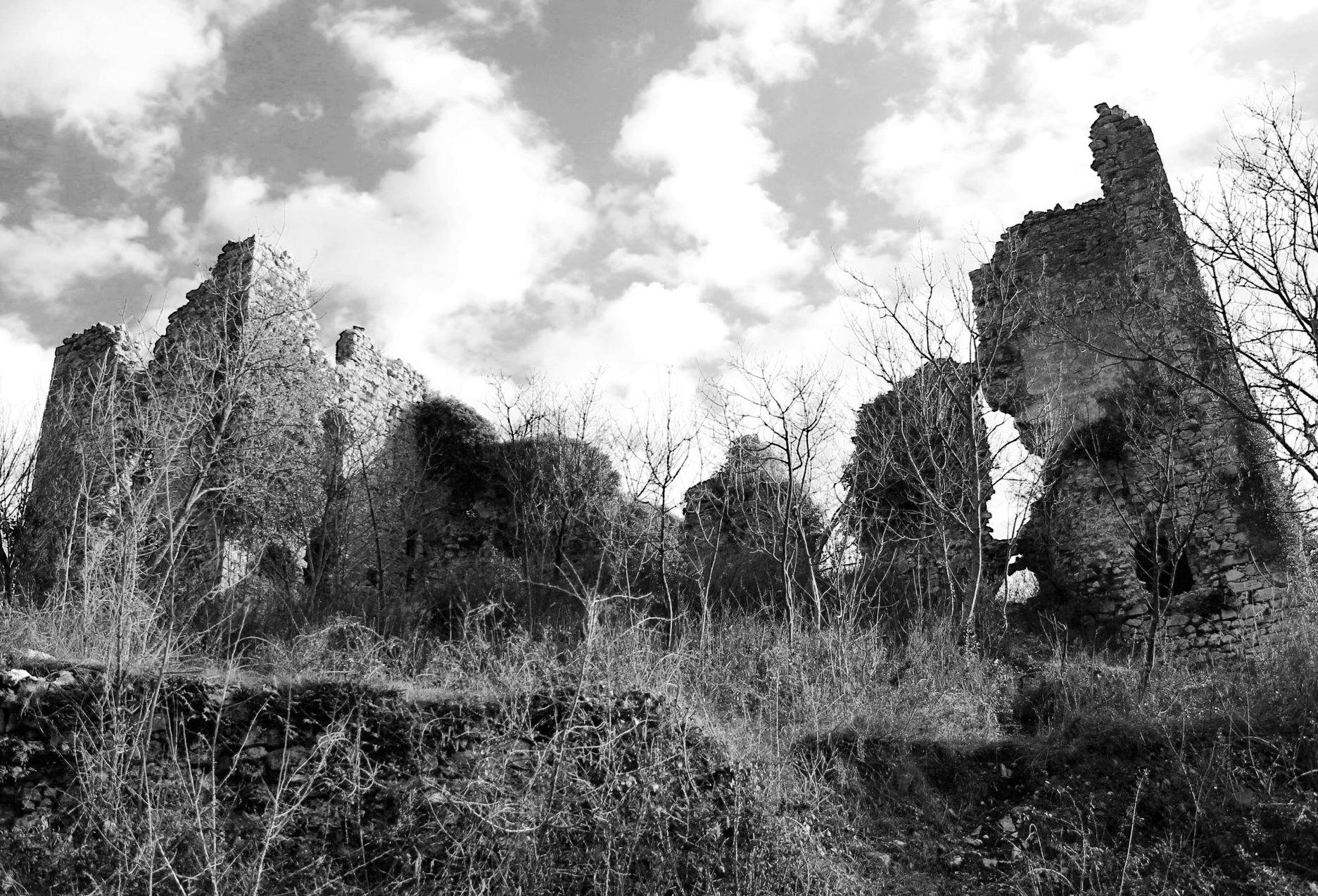
Burg Solofra

### Linie in Sizilien
Abbo Filangieri begründete im 13. Jahrhundert die sizilianische Linie der Familie, die sich in drei Äste aufteilte:
- Grafen von San Marco (1398–1803) und (seit 1642) Fürsten von Mirto: Don Pietro Filangeri, 7. Graf von San Marco, hatte Francesca De Spucches, Erbin von Amorosa, Villafrate, Claristello und Molizzano, geheiratet und war zum Fürsten von Mirto erhoben worden. Der Titel ging 1830 durch Vittoria Filangeri di Mirto, 7. Principessa di Mirto, auf die Familie Lanza über. Wohnsitze waren u. a. der Palast in Villafrati, der Palazzo Mirto in Palermo (1982 der Region Sizilien als Museum vermacht) und die Villa San Marco in Santa Flavia.
- Grafen von Suttafari und Fürsten von Santa Flavia: Don Pietro († 1704), Nachfahre eines jüngeren Seitenzweiges der Grafen von San Marco und 1. Conte di Suttafari, erwarb das Lehen Santa Flavia und wurde 1684 zum Fürsten erhoben. Wohnsitz war u. a. seit 1666 die Villa Filangeri in Santa Flavia. Pietro Filangieri gründete 1718 in seinem Palazzo Santa Flavia (heute Palazzo Ramacca) in der Via Maqueda in Palermo die Akademie des guten Geschmacks. Die Linie ist mit Donna Maddalena (1756–1821), 4. Principessa di Santa Flavia, 4. Contessa di Suttafari, erloschen, die Titel und das Erbe gingen auf ihren Sohn aus der Ehe mit Don Francesco Alessandro Gravina, Principe di Ramacca, über.
- Barone von Miserendino und Fürsten von Cutò: Giuseppe, jüngerer Bruder des 7. Conte di San Marco, kaufte das Lehen Miserendino. Durch Heirat des Don Alessandro Filingieri, 3. Barone di Miserendino, Marchese di Lucca (* 1644) mit Donna Giulia Platamone, Tochter des 1641 zum Fürsten von Cutò erhobenen Don Francesco Platamone, kam dieser Titel an den Zweig. Dieser erlosch mit Donna Giovanna Filangieri (1850–1891), 9. Principessa di Cutò, 4. Duchessa di San Martino, 4. Duchessa di Fabbrica, 9. Marchesa di Lucca, 10. Baronessa di Miserendino usw., die mit Lucio Mastrogiovanni Tasca, Conte di Almerita, verheiratet war. Die Titel gingen auf ihren Sohn Don Alessandro Mastrogiovanni Tasca (1874–1943) über, dessen Linie wiederum mit seinem Sohn Alessandro Mastrogiovanni Tasca Filingieri, 11.Principe di Cutò, Duca di San Martino (1906–2000) erlosch. Eine der vier Töchter von Donna Giovanna war die Mutter des Schriftstellers Giuseppe Tomasi di Lampedusa. Wohnsitze des Zweiges waren u. a. der Palazzo Filangeri-Cutò in Santa Margherita di Belice (Vorbild für Donnafugata in Lampedusas Roman Der Gattopardo), der Palazzo Cutò in Palermo und seit 1803 auch der Palazzo Cutò in Bagheria, den Lampedusa erbte und 1923 verkaufte.

## Bekannte Familienmitglieder
- Richard Filangieri (Riccardo Filangieri; † zwischen 1254 und 1263), Gefolgsmann des römischen Kaisers und Königs von Sizilien, Friedrich II. von Hohenstaufen
- Gaetano Filangieri (1752–1788), neapolitanischer Jurist, Philosoph und Publizist
- Carlo Filangieri (1784–1867), dessen Sohn, italienischer General
- Riccardo Filangieri di Candida Gonzaga (1882–1959), italienischer Archivar und Historiker

## Paläste des Hauses Filangieri

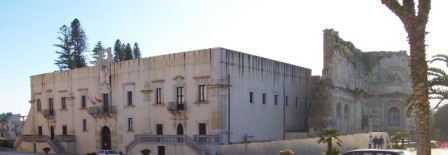
Palazzo Filangeri-Cutò in Santa Margherita di Belice, Vorbild für Donnafugata im Roman Il Gattopardo
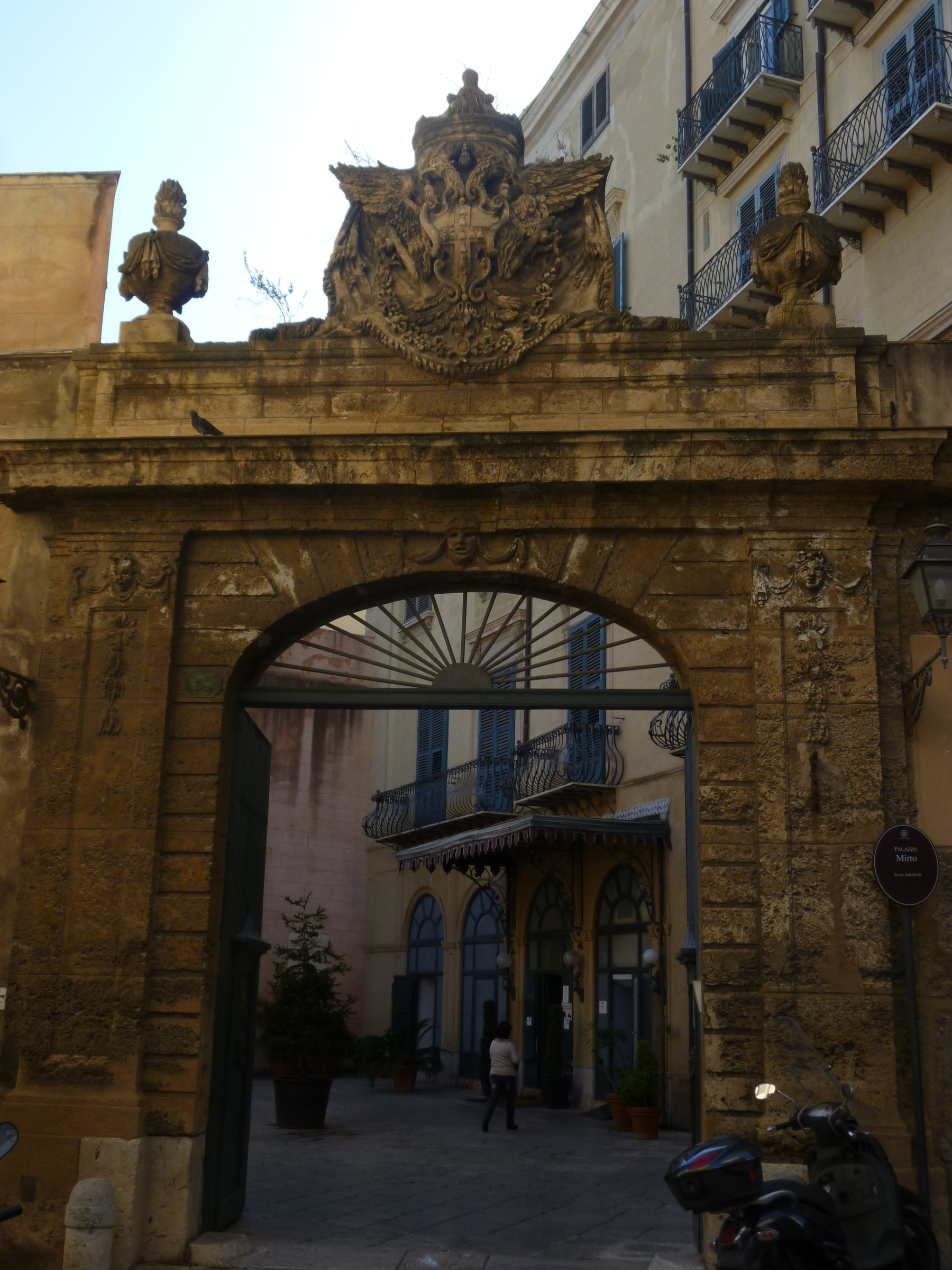
Palazzo Mirto in Palermo
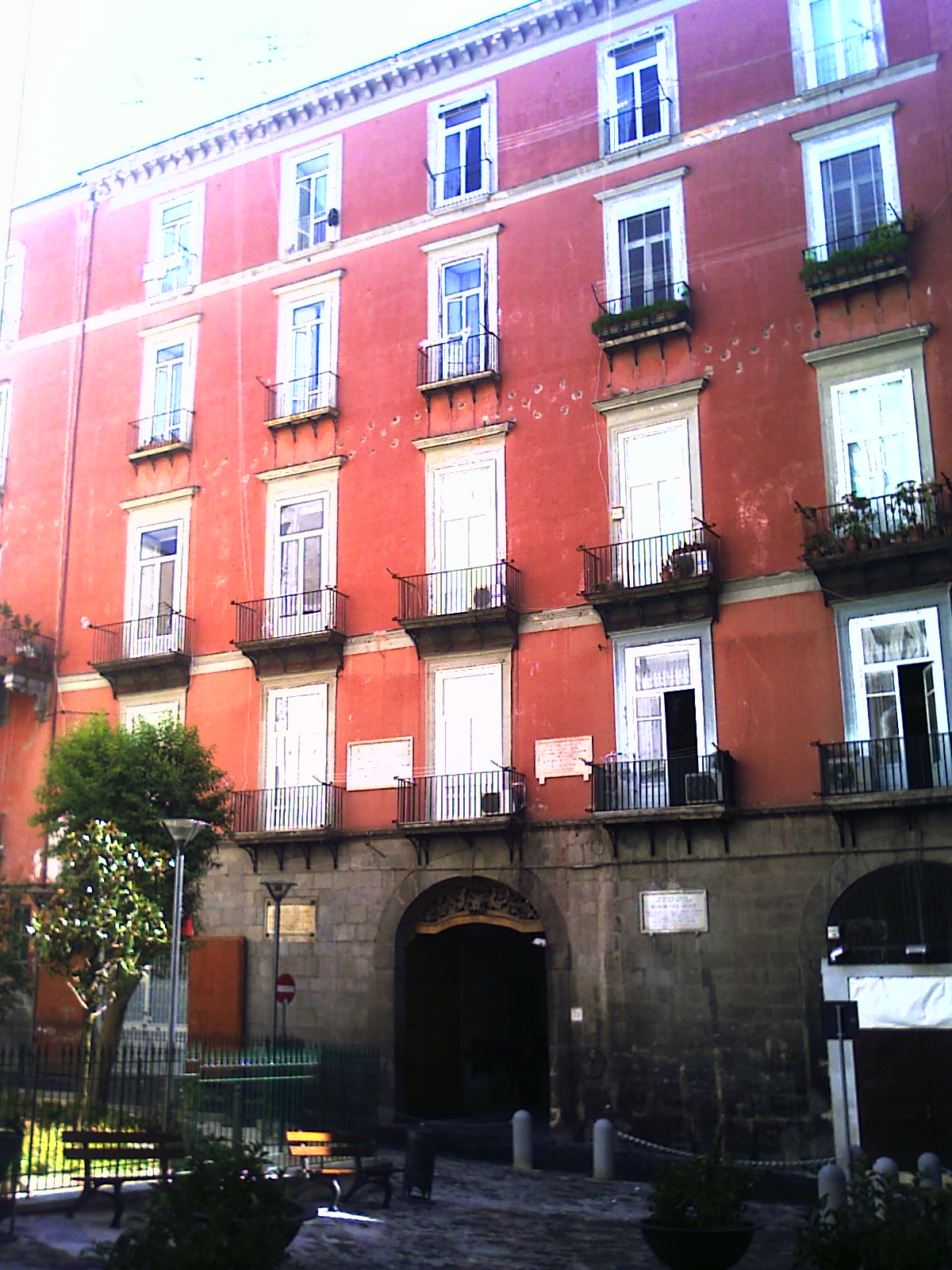
Palazzo Filangieri d’Arianello, Neapel
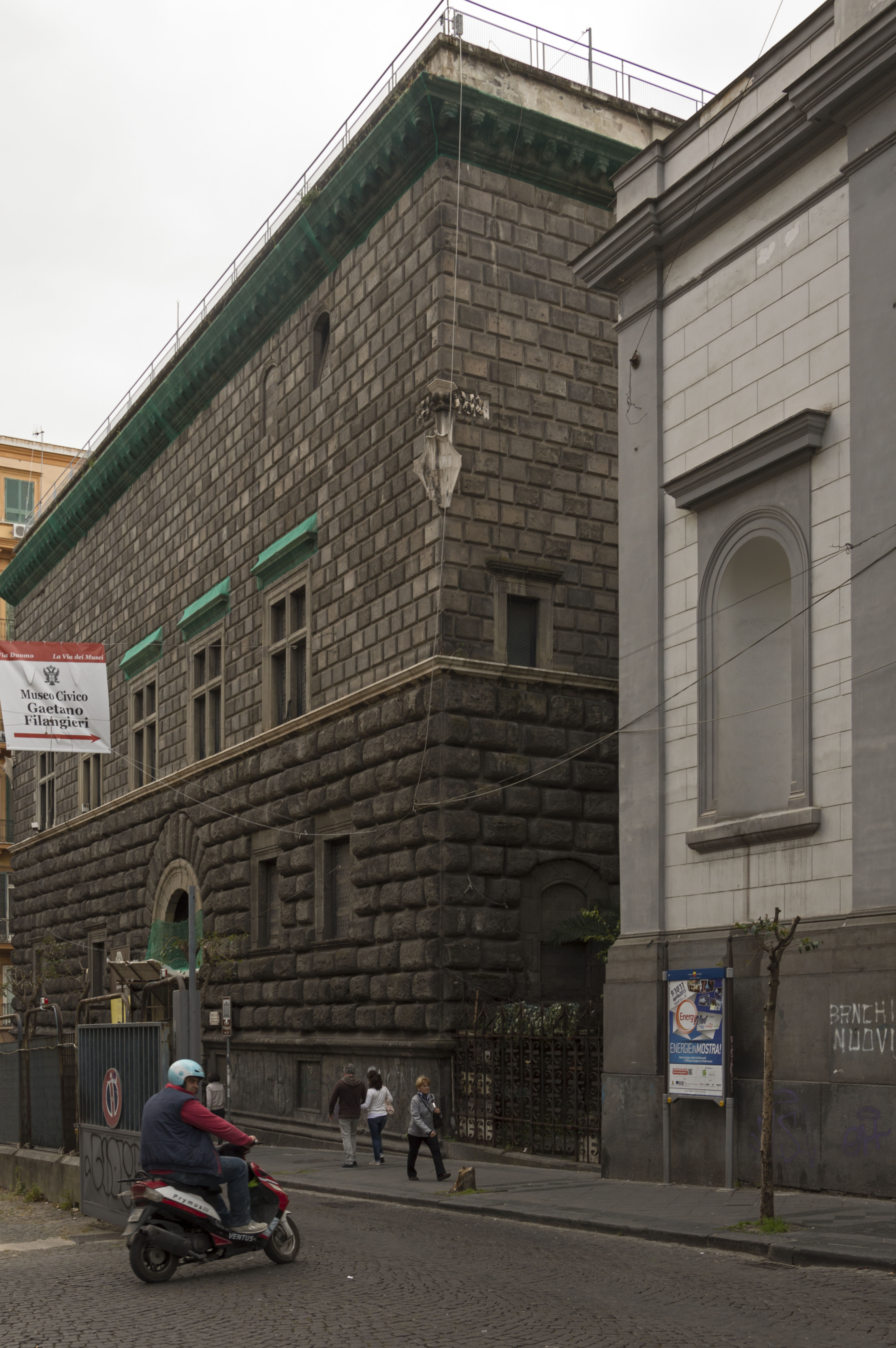
Museo Civico Filangieri (Sammlung des Gaetano Filangieri) im Palazzo Como in Neapel